# Roca Pleta
La Roca Pleta és una muntanya de 1.311,9 metres d'altitud del terme municipal de Rialb, a la comarca del Pallars Sobirà, dins del seu terme primigeni.
Es troba al sud-est de la vila de Rialb i al sud-oest de Beraní, al nord de les Roques de la Bastida.